# Ptiloscola
Ptiloscola é um gênero de mariposa pertencente à família Bombycidae.